# Marcos Ana
Fernando Macarro Castillo, connu sous le nom de Marcos Ana, prénoms de son père et de sa mère, est un poète espagnol né dans le village de Alconada en Espagne, le 20 janvier 1920 et mort le 24 novembre 2016 à Madrid. Il fut, selon le quotidien El Pais, « Le prisonnier politique ayant passé le plus de temps dans les geôles franquistes ».

## Biographie
Né dans une famille de paysans sans terres, il grandit dans la ville de Alcalá de Henares et commence à militer dans une organisation catholique avant de rejoindre les jeunesses communistes. Il combat pendant la guerre sur le front de Madrid les troupes franquistes mais est démobilisé en raison de son trop jeune age. Son père est tué dans un bombardement de l'aviation allemande sur son immeuble, en 1937.
Arrêté à la fin de la guerre et condamné à mort pour sa participation présumée à l’assassinat de trois personnes, Marcial Plaza, un prêtre de 41 ans, Amadeo Martín, un facteur de 24 ans, et Agustín Rosado, un agriculteur de 45 ans, sa peine est commuée à 60 ans de prison, les faits ayant été commis alors qu’il était mineur, tandis que les autres condamnés sont exécutés. Il a toujours nié sa participation aux assassinats dont il fut accusé. En prison, il participe à une « université clandestine » animée par des prisonniers communistes, où les détenus apprennent à lire et écrire, reçoivent des cours d'éducation politique et peuvent se procurer des livres. Il commence à écrire des poèmes, qu'il signe « Marcos Ana », prénoms de ses parents, après avoir appris la mort de sa mère.
En 1961, il bénéficie d’un indult de Franco et s’exile à Paris, où il préside le Centre d'information et de solidarité, avec Picasso , avant de revenir en Espagne après la mort de ce dernier. Il continue les luttes politiques, notamment en soutenant le juge Baltasar Garzon, accusé d'avoir enfreint la loi d’amnistie des crimes franquistes et contre le traité de libre-échange entre l'Union européenne et les États-Unis.
En 2010, il reçoit la Médaille d'or du mérite des beaux-arts par le Ministère de l'Éducation, de la Culture et des Sports.

## Œuvres
- (es) Poemas desde la cárcel (1960)
- (es) Las soledades del muro (1977)
- (es) Decidme cómo es un árbol (2007)
- (es) Vale la pena luchar (2013)